# فتیش له‌کردن
فتیش له‌کردن (انگلیسی: Crush fetish) یک فتیش و انحراف جنسی است که در آن برانگیختگی جنسی با مشاهده اشیایی که در حال له شدن هستند همراه است. دامنهٔ این اشیاء له‌شده از اقلام بی جان گرفته (مانند غذا)، تا له شدن مضر یا کشنده بی‌مهرگان (مانند حشرات، حلزون‌ها، کرم‌ها، عنکبوت‌ها)، یا مهره‌داران (مانند پرندگان، خزندگان، پستانداران) متفاوت است.
در شدیدترین موارد، له‌کردن شامل قتل یا شکنجه طولانی تا مرگ حیوانات مهار شده از جمله سگ، گربه، خوک و میمون است. سازمان‌های حمایت از حیوانات، مانند انجمن انسانی ایالات متحده آمریکا (Humane Society of the United States)، این عمل را محکوم می‌کنند و آن را بسیار ناراحت‌کننده می‌دانند. علاوه بر این، پیوندهای بین حیوان آزاری و خشونت علیه انسان‌ها در حال تحقیق است، چون حیوان آزاری شاید مقدمه‌ای برای خشونت بیشتر باشد، و موارد ظلم به حیوانات توسط اف‌بی‌آی آمریکا از سال ۲۰۱۶ ردیابی شده است. انگیزه این اعمال ممکن است در سود مالی حاصل از تولید فیلمی از اعمال باشد که در اینترنت به فتیشیست‌هایی که محتوا را از نظر جنسی لذت‌بخش و شاید سرگرم‌کننده می‌دانند، فروخته شود. برای کسانی که در مناطق فقیر هستند ممکن است به دلیل سود مالی بیشتر، احتمال بالاتری وجود داشته باشد که این محتوا را تولید کنند و در آن نقش آفرینی کنند.
در حال حاضر هیچ قانونی وجود ندارد که به‌طور خاص له‌کردن حیوانات را منع کند، اما تولید یا تجارت اروتیک له‌کردن شامل مهره‌داران زنده در بسیاری از کشورها، از جمله ایالات متحده آمریکا، ایتالیا و بریتانیا غیرقانونی است. در ایالات متحده آمریکا، تجارت بین ایالتی در ویدیوهای له‌کردن (سخت) از سال ۲۰۱۰ غیرقانونی بوده است و بسیاری از کشورهای دیگر نیز آنها را ممنوع کرده‌اند.

## طبقه‌بندی
فتیشیست‌های له‌کردن از اصطلاحاتی برای طبقه‌بندی له‌کردن بر اساس اشیا قربانی شده استفاده می‌کنند:
- له‌کردن اشیا (Object crush): خرد کردن غذا، اسباب بازی، وسایل الکترونیکی و سایر اقلام غیر زنده.
- له‌کردن نرم (Soft crush): خرد کردن بی‌مهرگان و ماهی‌ها. این رایج‌ترین شکل است. اکثر فتیشیست‌های انحصاری له‌کردن نرم، ترجیح می‌دهند خود را از فتیشیست‌های له‌کردن سخت (Hard crush) متمایز کنند، زیرا معتقدند که فتیشیست‌های له‌کردن سخت به آنها شهرت بی جهت منفی می‌دهند.[۹]
- له‌کردن سخت (Hard crush): خرد کردن دوزیستان، خزندگان، پرندگان و پستانداران. این عمل ظالمانه تر از له‌کردن نرم است، زیرا برخی معتقدند مهره‌داران زمینی ظرفیت بیشتری برای درد کشیدن دارند.